# ヨハネ・パウロ2世 (ローマ教皇)
ヨハネ・パウロ2世（ラテン語: Ioannes Paulus II, イタリア語: Giovanni Paolo II, ポーランド語: Jan Paweł II, 1920年5月18日 - 2005年4月2日）は、ポーランド出身の第264代ローマ教皇（在位：1978年10月16日 - 2005年4月2日）。ヨハネス・パウルス2世、ヨアンネス・パウルス2世とも表記される。本名はカロル・ユゼフ・ヴォイティワ（Karol Józef Wojtyła）。

## 概要

教皇紋章

ハドリアヌス6世以来455年ぶりの非イタリア人教皇にして、史上初のポーランド人教皇である。同時に20世紀中、最年少で着座した教皇でもある。カトリック教会の聖人で、教皇ヨハネ23世とともに列聖された。神学と哲学の2つの博士号を持っていた。
冷戦末期において、世界平和と戦争反対を呼びかけ、数々の平和行動を実践し、共産党一党独裁下にあった母国ポーランドを初めとする各国の民主化活動の精神的支柱としての役割を果たした。世界129か国を訪問し「空飛ぶ聖座」と呼ばれた。
また、生命倫理などの分野でのキリスト教的道徳観の再提示を行うとともに、エキュメニズムの精神からキリスト教内の他宗派や他宗教・他文化間の対話を呼びかけたことは、宗教・宗派の枠を超えて現代世界全体に大きな影響を与え、没後も多くの信徒や宗教関係者から尊敬を集めている。

## 生涯

### 非合法神学校から枢機卿へ

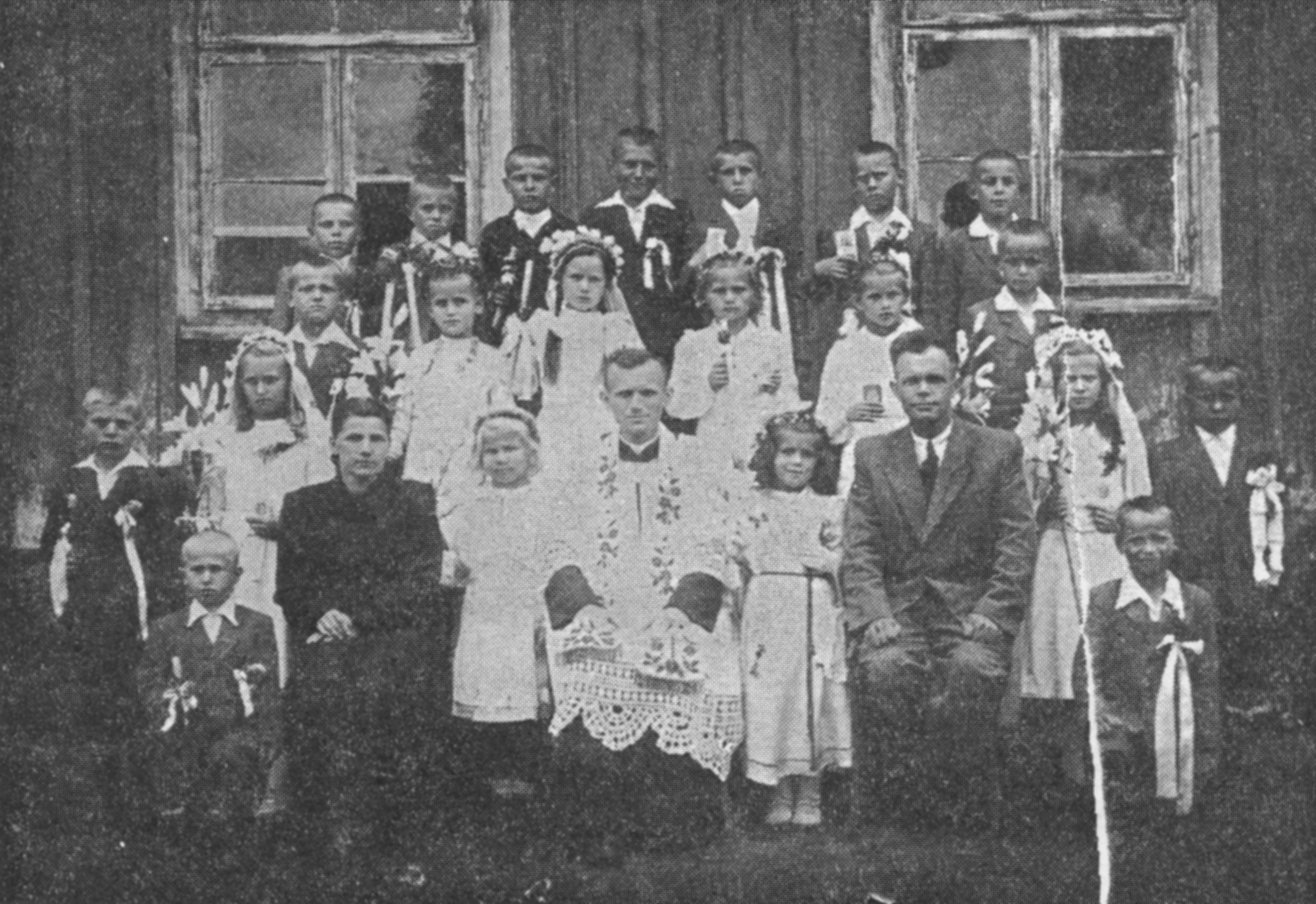
司祭のときのカロル・ヴォイティワ（ヨハネ・パウロ2世）

カロル・ヴォイティワは1920年、クラクフ近郊のヴァドヴィツェに父カロル、母エミリアの間に次男として生まれた。父カロルはハプスブルク家の軍隊に仕えたこともある退役軍人であった。
ヴォイティワは若くして家族の喪失を体験した。8歳で母を、11歳で兄を、さらに20歳で父を失った。当時、ヴォイティワは戦前のクラクフのユダヤ人社会に親しんでいたが、そのことが後に教皇としての姿勢に影響を与えることになる。
1939年、ヴォイティワが19歳のときにナチス・ドイツのポーランド侵攻によってポーランドが占領されたことで、ヴォイティワが学んでいた大学が閉鎖されたため、鉱山や工場で働きながら勉学を続け、同時に地下演劇の俳優、脚本家としても活動していた。
ヴォイティワは第二次世界大戦中の1943年に聖職者として生きることを決意したが、共産主義政権下で神学校の運営が禁止されていたため、非合法の地下神学校に入り、1946年11月1日に司祭に叙階された。
優秀だったヴォイティワは、司教の推薦でローマの教皇庁立アンジェリクム神学大学に送られ、そこで学んだ。1948年には十字架の聖ヨハネの著作における信仰概念についての研究で神学博士号を取得している。また、ヴォイティワはこの年にポーランドへ戻り、クラクフの教区司祭としての職務を果たした。
1953年にヴォイティワは『カトリック倫理をマックス・シェーラーの倫理体系によって基礎づけることの可能性についての評価』と題する学位論文をルブリン・カトリック大学に提出、その後もクラクフのヤギェウォ大学、ルブリン大学神学部で倫理神学を教えた。
1958年7月4日、ヴォイティワはピウス12世によってクラクフ教区の補佐司教に任じられ、9月28日に叙階した。時に38歳であった。
1962年に開始された第2バチカン公会議には、クラクフ司教および神学者として参加し、特に重要な2つの公会議文書『信教の自由に関する宣言 (Dignitatis Humanae)』および『現代世界憲章 (Gaudium et spes)』の成立に貢献した。
1964年1月13日、ヴォイティワはパウロ6世によってクラクフ教区の大司教に任命され、1967年7月26日には同教皇によって枢機卿に親任された。

### 教皇として

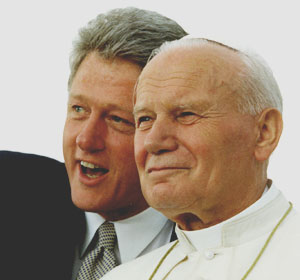
ビル・クリントンアメリカ合衆国大統領と（1993年）。

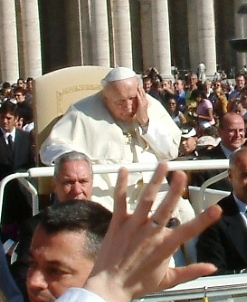
一般参賀にて（2004年9月29日）。

1978年にパウロ6世の帰天に伴って新教皇に選出されたのは、当時65歳の（教皇としては若い部類に入る）アルビノ・ルチアーニ（ヨハネ・パウロ1世）であった。このコンクラーヴェに参加したヴォイティワは、これでもう次のコンクラーヴェに参加することはないだろうと思っていた。
ところが、ヨハネ・パウロ1世が不可解な状況下で在位わずか33日で帰天。1978年10月に再びコンクラーヴェが行われることになった。
コンクラーヴェではイタリア出身の枢機卿の2人が激戦を繰り広げたため選出が停滞、その中でドイツや南米出身の枢機卿らがポーランド出身のヴォイティワを支持し始めると一気に形勢が逆転して、生涯2度目のコンクラーヴェに臨んだ58歳のヴォイティワが新教皇に選出された（10月16日選出、10月22日就任）。
ヴォイティワは、前教皇ヨハネ・パウロ1世の遺志を継ぐ形で「ヨハネ・パウロ2世」という複合名を名乗った。そして新教皇として、第2バチカン公会議の精神の実現を前教皇から引き継ぎ、現代社会に適合した形への典礼の刷新を推進した。
ヨハネ・パウロ2世は、ポーランド人初のローマ教皇であり、社会主義国初の教皇の誕生でもあった。このことは故郷ポーランドにおいてナショナリズムの高揚と、社会主義国としてソビエト連邦の衛星国であることへの抵抗心を一層大きくすることになった。このことは1980年の独立自主管理労働組合「連帯」による国内改革への要求へとつながり、ひいては1988年以降のポーランド民主化運動へとつながってゆくことになる。

#### 空飛ぶ教皇
ヨハネ・パウロ2世は「旅する教皇」といわれたパウロ6世を遥かに凌ぐスケールで全世界を訪問し、「空飛ぶ教皇（空飛ぶ聖座）」と呼ばれるほどであった。最初の訪問国メキシコを皮切りに、1981年2月23日から26日までの日本訪問を含め、2003年9月に最後の公式訪問国となったスロバキアに到るまで、世界100か国以上を訪問している。勉強熱心で飛行機の中などでも学習し、訪問先の言語で簡単な演説をすることで有名であった。
ヨハネ・パウロ2世は同年2月23日のローマ教皇として初の来日時には広島市と長崎市を訪れ、日本語で「戦争は人間のしわざです」「戦争は死です」と演説し、核兵器の廃絶を訴えた。
また、ヨハネ・パウロ2世は、キリスト教の平和と非暴力の教義と、第二次世界大戦中にドイツとソ連の侵攻により、故国ポーランドが焦土と化した実体験から、戦争に対しては一貫して反対の姿勢を取っていた。ポーランド人としてナチスと共産主義の脅威を体験しながらカトリックの信仰を守り抜いたことが、教皇就任後も反戦平和主義を貫く大きな動機となった。
イラク戦争中に2003年、アメリカのジョージ・W・ブッシュ大統領が「神の加護を」「神の祝福あれ」と「神」を引用して戦争を正当化していたのに対し、ヨハネ・パウロ2世は「神の名を用いて殺すな」と不快感を示し、「イラクでのこの戦争に正義はなく、罪である」と批判していた。

#### 民主化運動への影響
さらに、1980年代後半以降の東欧の民主化運動において、精神的支柱の役割を果たしたともいわれている。特に、冷戦下で独裁政権下に置かれていた母国ポーランドの民主化運動には大きな影響を与えている。
教皇は、着任8か月後の1979年6月2日から10日にかけて初めての故国訪問をした。ポーランドは国民の98%がカトリック信者であり、熱狂的歓迎をもって迎えられた。ヨハネ・パウロ2世は、ワルシャワのユゼフ・ピウスツキ元帥広場に集まった人々に「恐れるな」と訴えた。その4か月後の「独立自主管理労働組合「連帯」」が率いたストライキなどを経て政権は妥協路線を走り始め、1980年代後半の冷戦終結時には民意に押されて政権が民主路線へ転換している。
なお、このような民主化運動への後援の姿勢がソ連を始めとする東側諸国の政府に脅威を感じさせ、後の暗殺未遂事件（後述）につながったという指摘があった。また、貧困問題・難民や移住者の問題などの社会問題にも真摯な取り組みを見せた。

#### 他宗教への姿勢
ヨハネ・パウロ2世は他宗教や他文化との交流にも非常に積極的で、プロテスタント諸派との会合や東方正教会や英国国教会との和解への努力を行い、エキュメニズムの推進に大きな成果を上げた。カトリックの教皇としては初めてのモスク、シナゴーグ、ルーテル教会への訪問、東西教会の分裂以来のギリシャ訪問、イギリス訪問を成し遂げた。また、天台宗の大阿闍梨である酒井雄哉とも会見している。
1980年5月21日、パウロ6世の遺志を引き継ぎヨハネ・パウロ2世が、A級・BC級戦犯として処刑された人々へのミサをサン・ピエトロ大聖堂で執り行った。1618柱の位牌が納められた五重塔はヨハネ・パウロ2世に奉呈された。
1982年5月28日には歴代ローマ教皇史上初めてイギリスを訪問、バッキンガム宮殿にエリザベス2世を訪ね、1534年のイングランド国王ヘンリー8世の離婚問題以来448年にわたり断絶状態にあった英国国教会とローマ・カトリックの和解の挨拶をした。翌29日にはカンタベリー大聖堂にロバート・ランシーカンタベリー大主教を訪問した。
1986年には教皇として初めてローマのシナゴーグを訪れるなど、ユダヤ人への親近感を示し続けたことなどでも知られる。
その一方で自著『希望の扉を開く』（同朋舎出版）において、仏教に対し極めて否定的な見解を明かしている。教皇によれば、仏教は無神論的体系にほかならず、その信徒は苦を本質とする世界に対し無関心を貫くことによってのみ救済されるのであるという。

#### 歴史的謝罪
キリスト教がなした過去の罪について、歴史的謝罪を活発に行っており、キリスト教の歴史におけるユダヤ人への対応や十字軍の正教会やムスリムへの行為への反省と謝罪、異端として火あぶりにされたヤン・フスやガリレオ・ガリレイの地動説裁判における名誉回復などを公式に発表している。

#### 保守的姿勢
社会問題や他宗教との対話に注力した一方で、従来同様にカトリック教会において女性の聖職者を認めないなど、教義的には伝統を逸脱せず保守的なことで知られる。1979年の最初の回勅「レデンプトーリス・オミニス」（『人間のあがない主』）から2003年の「エクレシア・デ・エウカリスティア」（『教会にいのちを与える聖体』）まで、多くの回勅や使徒的書簡を精力的に発表している。
特に議論を呼んだ1995年の回勅「エヴァンジェリウム・ヴィテ」（『いのちの福音』）では、プロライフの立場から妊娠中絶や安楽死を「死の文化」であると非難し、「いのちの文化」の必要性を訴えた。
ヨハネ・パウロ2世にとって、内部的には常にカトリック教会において存在する、保守派と改革派の対立構造の間のバランスをどのように取っていくか、また対外的には、冷戦下における対立や迫害、複雑化する現代社会の諸問題の要請にカトリック教会としてどう答えてゆくか、ということが常に課題であった。
また、1980年代前半には、宗教事業協会（バチカン銀行）の主力取引行であったアンブロシアーノ銀行の破綻やロベルト・カルヴィ暗殺事件、極右秘密結社に高位聖職者が関与したP2事件などの、バチカンを揺るがすスキャンダルにも関わることを余儀なくされた。晩年の病気などにより、前教皇が進めようとした宗教事業協会を中心としたバチカンの構造改革については積極的に関与せず、次代教皇への積み残し課題となった。

## 暗殺未遂事件

### 1981年5月13日の事件

#### メフメト・アリ・アジャ
1981年5月13日、ヨハネ・パウロ2世はバチカンのサン・ピエトロ広場にて、トルコ人マフィアのメフメト・アリ・アジャから銃撃された。銃弾は2発命中し教皇は重傷を負ったが、奇跡的に内臓の損傷を免れ一命を取り留めた。アジャは逮捕され終身刑が宣告された（その後恩赦され、送還先のトルコで以前に犯した罪により服役）。なお、事件当日の5月13日はファティマの聖母出現の記念日であったため、ヨハネ・パウロ2世は「聖母が弾をそらして下さいました」と語っていたという。
1983年のクリスマスの2日後、ヨハネ・パウロ2世は狙撃犯人のアジャが収監されている刑務所を訪れた。2人は面会し、短時間の会話を行った。教皇は「私たちが話したものは、彼と私の間の秘密のままでなければならないでしょう。私は彼を許し、完全に信頼できる兄弟として話しました」と語った。2005年4月にヨハネ・パウロ2世の訃報を聞いたアジャは深い悲しみを覚え、喪に服したことが家族により伝えられている。
2010年1月18日、アジャがトルコの刑務所から釈放されたことをBBCワールドニュースが伝えた。2014年12月27日、アジャはサン・ピエトロ大聖堂を訪問し、ヨハネ・パウロ2世の墓に献花した。アジャはフランシスコ教皇との面会も求めたが、バチカン側に拒否された。

#### KGBが計画
2005年2月にヨハネ・パウロ2世自身が著書で「犯行は共産主義者によるもの」と発表し、2005年3月には前月に証拠書類が東ドイツで発見されていたとドイツ紙が報道した。それによると事件はソ連国家保安委員会 (KGB)が計画し、トドル・ジフコフ率いるブルガリア人民共和国、東ドイツなどが協力していたという。
実際に事件が起きる前年の1980年8月14日には、母国ポーランドのグダニスクのレーニン造船所でレフ・ヴァウェンサ率いる労働者がストライキに突入。9月17日にグダニスクで自由労働組合の全国代表者会議が開催され、独立自主管理労働組合「連帯」が結成されるとヨハネ・パウロ2世はこれを支持し、反体制運動がポーランドのみならずカトリック教徒が多い東側諸国に広がるという動きを見せた（詳細についてはポーランド民主化運動#略歴を参照）。
このように祖国ポーランドをはじめ、冷戦下における当時の社会主義圏東側諸国における反体制運動の精神的支柱となった、ヨハネ・パウロ2世の絶大な影響力を抹殺することが目的であった。

### 1982年5月13日の事件
翌年の同じ日である1982年5月13日、ヨハネ・パウロ2世が最初の暗殺未遂からの「聖母のご加護」に感謝を捧げるため、ポルトガルのファティマを巡礼していた際、教皇が進める第2バチカン公会議に基づく改革やバチカン=モスクワ協定に反対していた、聖ピオ十世会のスペイン人司祭で超保守派のフアン・マリア・フェルナンデス・イ・クロン神父 (Juan María Fernández y Krohn) に銃剣で襲われ負傷した。
クロン神父は群衆の中からキャソック姿で現れ、ヨハネ・パウロ2世の背後から近づくと、「打倒教皇、打倒第2バチカン公会議」と叫んでから、長さ40cmのモーゼルライフルの銃剣で教皇を刺した。ヨハネ・パウロ2世は負傷したものの生命に別状はなく、教皇を暗殺しようとしたクロン神父を祝福し、巡礼旅行を続けた。クロン神父は犯行現場で治安部隊に無抵抗で逮捕され、懲役6年の判決を受けてリスボンの刑務所に3年服役した。
この襲撃事件そのものは、当時マスメディアで報道されたため世界中に知られていたが、ヨハネ・パウロ2世が出血をともなう負傷をしていたことは、その後2008年10月15日になって初めて公表された。教皇の元側近でクラクフ大司教であったスタニスラフ・ジビッシュ枢機卿 (Stanislaw Dziwisz) の回顧録をもとに製作されたドキュメンタリー映画『証言』の中で、ナレーターを務めたジビッシュ枢機卿自身が明らかにしたものである。

## 帰天と葬儀

### 帰天

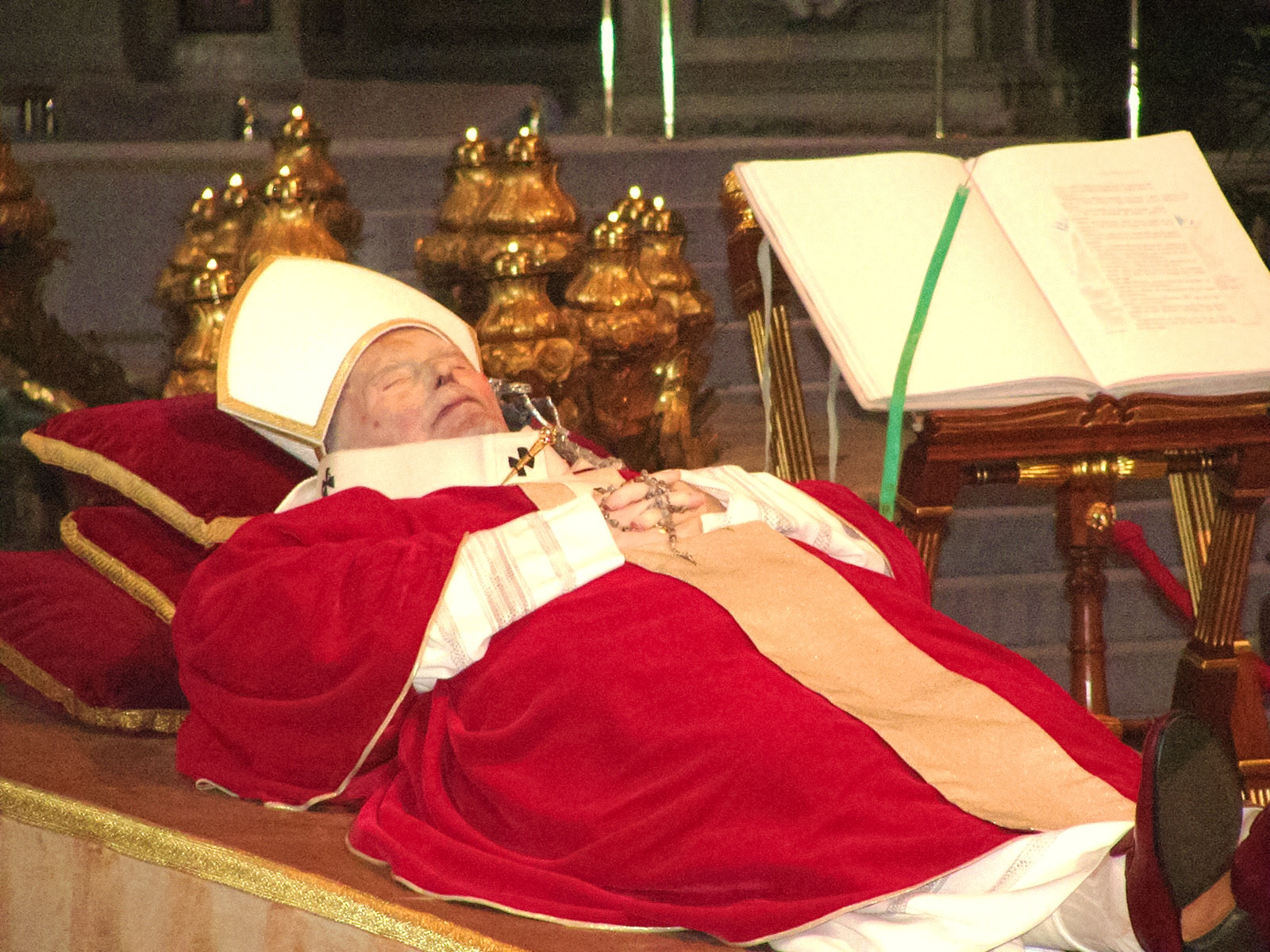
帰天したヨハネ・パウロ2世の遺骸

初代教皇ペトロを除けば、31年7か月教皇位にあったピウス9世に次いで、歴代2位の26年5か月と2週間という長期間の在位であったが、晩年は暗殺未遂で受けた重傷の後遺症や、パーキンソン症候群など多くの肉体的な苦しみを受けた。
2005年2月からインフルエンザと喉頭炎による入退院を繰り返し体調が悪化していたが、同年3月31日以降感染症によって容体はさらに悪化した。しかし、教皇は入院を拒み、住み慣れたバチカン宮殿の居室で療養することを選んだ。ヨハネ・パウロ2世の容態悪化のニュースを聞いた信徒たちがサン・ピエトロ広場に集まって祈りを捧げていると、教皇は「私はあなたたちと一緒にいる。ありがとう」と語った。
同年4月2日午後9時37分（日本時間では4月3日午前4時37分）、ヨハネ・パウロ2世は敗血性ショックにより84歳の生涯を閉じた。同年9月17日に最期の言葉が「父なる神の家に行かせてほしい」というポーランド語だったと報道された。

### 葬儀
同年4月8日に行われたヨハネ・パウロ2世の葬儀は、参加人数において史上最大規模のものとなった。厳戒態勢の中で、キリスト教国であるか否かを問わず世界の要人が多数参加し、弔問外交の場ともなった。長年対立関係にあったヨルダン国王、アブドゥッラー2世とイスラエル大統領、カツァブが葬儀の場で軽い挨拶を交わす光景も見られた。また、中華民国（台湾）の陳水扁総統の弔問に対して、同国と対立関係にある中華人民共和国は抗議声明を出した（ただし、バチカンは中華人民共和国と国交がなく、代わりに中華民国と国交を有する）。
葬儀にあたり、イスラム諸国を含めほとんどの国からは、国王・王太子や大統領など国家元首級の人物が参列した一方、日本からは元外務大臣である川口順子内閣総理大臣補佐官（当時）と外務省の副局長が出席するに留まった。
- コフィー・アナン 国連事務総長
- アレクサンデル・クファシニェフスキ ポーランド大統領
- レフ・ヴァウェンサ 元ポーランド大統領
- カルロ・アツェリオ・チャンピ イタリア大統領
- シルヴィオ・ベルルスコーニ イタリア首相
- ジャック・シラク フランス大統領
- ゲアハルト・シュレーダー ドイツ首相
- チャールズ イギリス王太子
- トニー・ブレア イギリス首相
- グロリア・アロヨ フィリピン大統領
- 陳水扁 中華民国総統

- モハンマド・セイエド・ハータミー イラン大統領
- アブドゥッラー2世 ヨルダン国王
- ハーミド・カルザイ アフガニスタン大統領
- バッシャール・アル＝アサド シリア大統領
- モシェ・カツァブ イスラエル大統領
- ジョージ・W・ブッシュ アメリカ合衆国大統領
- ローラ・ブッシュ アメリカ合衆国大統領夫人
- ジョージ・H・W・ブッシュ 元アメリカ合衆国大統領
- ウィリアム・J・クリントン 元アメリカ合衆国大統領
- ネルソン・マンデラ 元南アフリカ大統領

（肩書きはいずれも当時）
ヨハネ・パウロ2世の他宗教との対話推進の姿勢に敬意を表し、キリスト教の他教派（聖公会、東方正教会など）や他宗教（ユダヤ教など）の聖職者も多数参列した。カンタベリー大主教ローワン・ウィリアムズも参列したが、これはヘンリー8世によるイングランド国教会創設以来初めてのことであった。
一般信徒も世界各国から約30万人参列したほか、サン・ピエトロ広場に入れなかった信徒や一般市民は約200万人にも及び、ローマ市当局は彼らのために大型のディスプレイを路上に設置して葬儀の様子を実況中継した。また、参列者によって満室になる宿が続出し、ローマ市当局は野宿する参列者のためにテントを無料で貸し出すなどの緊急措置を取った。
ヨハネ・パウロ2世の帰天を受けて、世界各地からローマを訪れた信者の数は約500万人に上り、うち約200万人はヨハネ・パウロ2世の故郷であるポーランドからの訪問者であったという。
葬儀後、ヨハネ・パウロ2世の遺体を納めた石棺は、サン・ピエトロ大聖堂の地下墓地の、ヨハネ23世の石棺の下の土中に埋葬された。ただし、2011年の列福の際に取り出され、現在は大聖堂入口を入り右側に埋葬されている。

## 列福・列聖

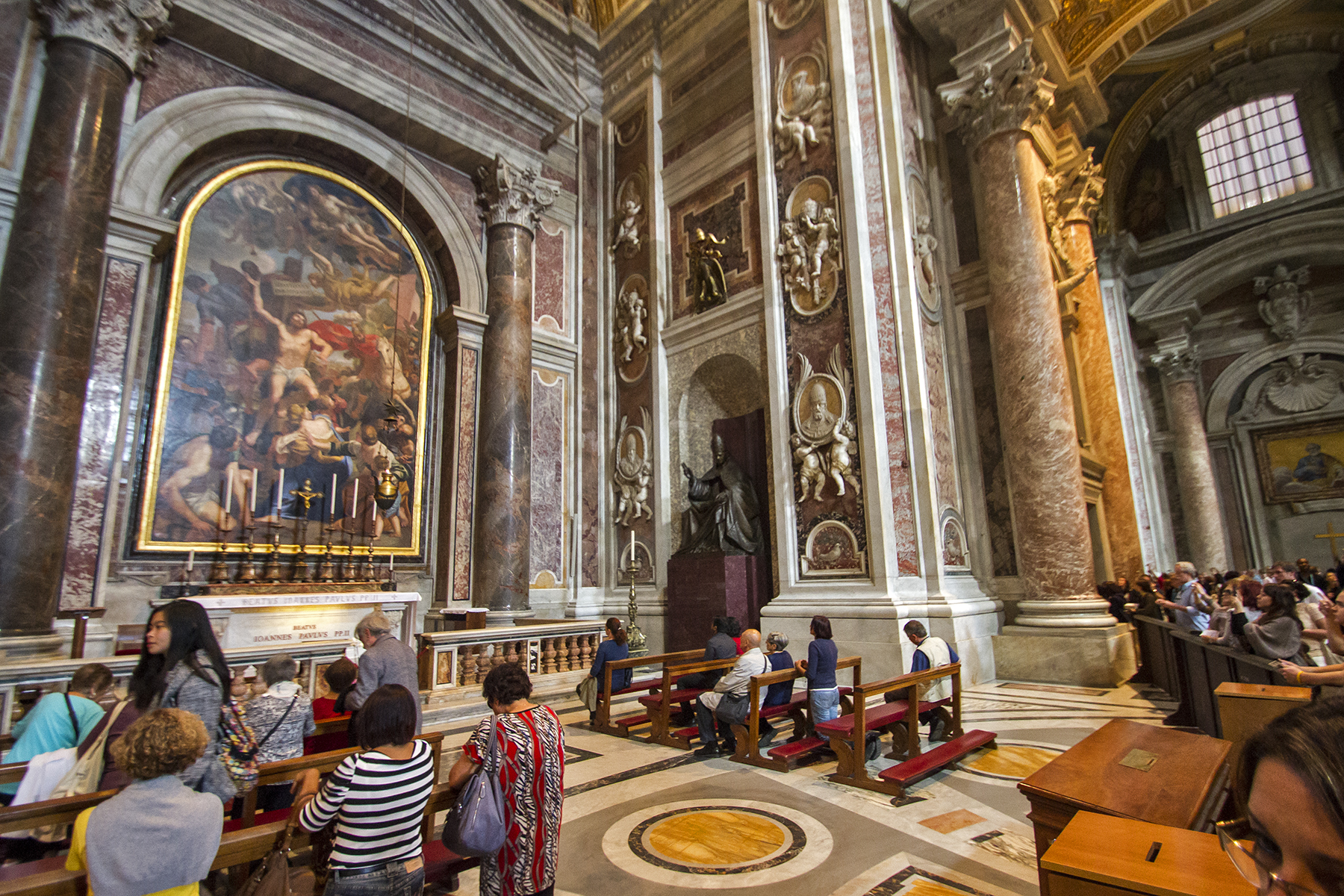
列福後のヨハネ・パウロ2世の墓の前で祈る人々。

ヨハネ・パウロ2世の後継に就任したベネディクト16世教皇は、2005年5月13日にヨハネ・パウロ2世の列福調査の準備を始めたことを宣言した。以降、教皇庁列聖省内での審査の過程においてはヨハネ・パウロ2世は「神のしもべ」の位にあった。同年6月28日には正式の調査が開始された。通常、列福調査は死後5年を待たないと始めることができないが、ヨハネ・パウロ2世は特例として死後まもなくの調査開始となった。
死後丸2年が経過した2007年4月2日にはクラクフでの調査が完了し、資料がバチカンの列聖省へ送付された。以降、同省内での審査の過程においてはヨハネ・パウロ2世は「尊者」の位にあった。
2011年1月14日、ベネティクト16世教皇はヨハネ・パウロ2世を「福者」に認定し、同年5月1日に列福式を執り行うと発表し、予定通り同日に列福式が行われた。福者に認定される基準である「奇跡」は、パーキンソン病患者であったフランスの修道女がヨハネ・パウロ2世の死後に祈りを捧げると病気が快方に向かっていったという事例を挙げ、これを「奇跡」と認定した。
列福に先立つ2011年4月29日、ヨハネ・パウロ2世の棺は墓から取り出されて列福式後に崇敬を受けた後、サン・ピエトロ大聖堂内のサン・セバスティアーノ礼拝堂の祭壇に再埋葬された。ここにはインノケンティウス11世の遺体が安置されていたが、4月8日に聖堂内の別の場所へ移葬されている。
2013年7月2日、聖人になる条件である2つ目の「奇跡」が認定され（列福式当日の2011年5月1日、重病のコスタリカの女性がヨハネ･パウロ2世に祈り続け、回復した出来事が奇跡と認められた）、3日後の7月5日にはフランシスコ教皇がこれを承認し、列聖が確定された。9月30日には、同時に列聖が決まったヨハネ23世とともに2014年4月27日に列聖式を執り行うことが発表され、予定通り列聖式が執り行われた。これにより死後9年25日での列聖となり、近年では最速の記録となった。列聖式にはベネディクト16世も共同司式者として出席し、現役・名誉・列聖対象者あわせて4人の教皇の揃い踏みとなった。

## ヨハネ・パウロ2世の祈り
| 「 | 人間ひとりひとりと諸国の民の母マリアよ、私達をおびやかす悪の力に打ち勝てるようお助け下さい。 現代人の心にこれほど容易に根ざしてしまう悪、そのもたらす計り知れないもろもろの結果によって、すでに現代の人々のいのちを危険にさらし、未来への道を閉ざそうとしている悪から私達をお救い下さい。 飢餓と戦争、核戦争、計り知れない自己破壊、あらゆる戦争より、主よ、私達をお救い下さい。 あがないと救いの無限の力、神の慈愛の力が世界の歴史において、再び発揮されますように。 神の慈愛が悪をおしとどめ、人間の良心を正し、あなたの汚れなきみ心によって、希望の光が全ての人々に示されますように。 | 」 |

## 主な著書
- 『サルヴィフィチ・ドローリス―苦しみのキリスト教的意味』内山恵介訳、サンパウロ、1988年
- 『真の開発とは―人間不在の開発から人間尊重の発展へ』山田經三訳、カトリック中央協議会、1988年
- 『希望の扉を開く』曽野綾子・三浦朱門共訳、同朋舎出版、1996年
- 『賜物と神秘―教皇ヨハネ・パウロ二世自伝』斎田靖子訳、エンデルレ書店、1997年
- 『教皇ヨハネ・パウロ2世の詩』木鎌安雄訳、聖母の騎士社、2004年
- 『ヨハネ・パウロ二世 愛と勇気の言葉』中井俊已、PHP研究所、2005年
- 『立ちなさい さあ行こう―教皇ヨハネ・パウロ二世の自伝的回想』中野裕明訳、サンパウロ、2006年

## その他
- 1981年、ポーランドの歴史を背景としたヨハネ・パウロ2世の伝記映画『遠くから来た人』（ポーランド映画）が製作された[28]。
- 1984年、青年カトリック信者の年次集会であるワールドユースデーを提唱。
- 1999年、アルバム「アバ・パーテル」でCDデビューした。
- 2000年、特別な節目となる大聖年を迎え、教皇大勅書（受肉の秘儀）で規定された教会が巡礼の対象となった。
- 2003年3月、ヨハネ・パウロ2世名義で詩集『ローマの三幅対祭壇画』を刊行し、ポーランドで初版30万部がすぐに完売したほか、全世界でベストセラーになった。
- 2005年、ヨハネ・パウロ2世の半生を描いたイタリア・ポーランド合作のテレビ映画『カロル　教皇になった男(KAROL - A man who became Pope)』が公開された。世界各国で19言語に翻訳され放映された（日本語版は公開されていない。2014年に「カロル日本語字幕版DVD」が製作された）[29][30]。
- 2006年9月3日、パリのノートルダム大聖堂前の広場に、従来の「ノートルダム前庭」という名称に「ヨハネ・パウロ2世」の名称が功績を称えて追加された。パリでは著名人を地名に採用する場合、死去から5年待つのが慣例であるが、この名称追加は例外的である（大聖堂の裏の緑地は「ヨハネ23世小公園」と呼ばれている）。
- 2006年10月16日、ポーランドでヨハネ・パウロ2世の肖像を使用した50ズウォティの記念紙幣が発行された。
- 文化放送に自身の半生をもとにした『わが選択』というラジオドラマ台本を投稿したことがある[注釈 5]。惜しくも採用されなかったものの、現在では貴重な文化財として「日本脚本アーカイブズ」主催の展覧会に展示されている。
- 2011年5月、ローマ市内のテルミニ駅前にブロンズ像が設置された[31]。